# Ingegerd Sverkersdotter
Ingegerd Sverkersdotter av Sverige, även stavat Ingegärd, död 1204 i Vreta kloster, var en svensk prinsessa och cisterciensnunna. Hon var priorinna av Vreta kloster. 

## Biografi
Ingegerd var dotter till kung Sverker den äldre. 
Hon inträdde som nunna i Vreta kloster, Sveriges allra första, och tillhörande Cisterciensorden, där hon år 1164 utnämndes till priorinna, ett ämbete hon hade i fyrtio år.
Hon avled i Vreta 1204 och är begravd där.